# آرتور بیسا
آرتور بیسا (انگلیسی: Arthur Bessa؛ زادهٔ ۱۵ فوریهٔ ۲۰۰۱) بازیکن فوتبال است.